# Robin Reid (wielrenner)
Robin Neil Reid (Invercargill, 16 december 1975) is een Nieuw-Zeelands wielrenner. In 2004 nam hij deel aan de Olympische Spelen in Athene, waar hij de wegrit niet uitreed.

## Overwinningen
2000
1e etappe Ronde van Wellington
2001
2e etappe Ronde van Wellington
2002
1e en 4e etappe Ronde van Wellington
Eindklassement Ronde van Wellington
2003
9e etappe Ronde van Southland
2004
1e etappe Tour de Vineyards
3e en 5e etappe Ronde van Wellington
5e etappe UAE Emirates Post Tour
7e etappe Ronde van Southland
2005
 Nieuw-Zeelands kampioen tijdrijden, Elite
2007
1e, 4e, 9e en 11e etappe Ronde van Pakistan
Eindklassement Ronde van Pakistan
2e etappe Ronde van Islamabad

## Ploegen
- 2003 –  Marco Polo Cycling Team (vanaf 1-4)
- 2004 –  Marco Polo Cycling Team
- 2005 –  Marco Polo Cycling Team
- 2006 –  Marco Polo Cycling Team
- 2007 –  Discovery Channel Marco Polo Team